# 菩提镇
菩堤乡，是中华人民共和国陕西省延安市洛川县下辖的一个乡镇级行政单位。

## 行政区划
菩堤乡下辖以下地区：
菩堤村、马武村、木家塬村、咀头村、党家塬村、宋家咀村、杨木洼村、曲西村、白家塬村、向阳村、文西村、王家河村、厢西堡村、新城堡村、梁家台村和李家村。